# Загрудки (Люблинское воеводство)
Загру́дки (пол. Zagródki) — деревня в Билгорайском повете Люблинского воеводства Польши. Входит в состав гмины Поток-Гурны. Находится примерно в 23 км к юго-западу от центра города Билгорай. По данным переписи 2011 года, в деревне проживало 315 человек. Деревня представляет собой солецтво.
Через деревню протекает река Злота-Нитка, по которой проходит граница между Люблинским и Подкарпатским воеводствами. Сельское хозяйство в основном базируется на выращивании табака и зерна.
В 1975—1998 годах деревня входила в состав Замойского воеводства.

## Население
Демографическая структура по состоянию на 31 марта 2011 года:
|         | Всего | До трудоспособного возраста | Трудоспособного возраста | Старше трудоспособного возраста |
| ------- | ----- | --------------------------- | ------------------------ | ------------------------------- |
| Мужчины | 164   | 34                          | 116                      | 14                              |
| Женщины | 151   | 31                          | 83                       | 37                              |
| Всего   | 315   | 65                          | 199                      | 51                              |